# OpenVRML
OpenVRML è un progetto software open source e gratuito che rende possibile la visione di oggetti tridimensionali nei formati VRML e X3D in applicazioni web.
Il software fu inizialmente sviluppato da Chris Morley ma dal 2000 il progetto è stato guidato da Braden McDaniel.
OpenVRML fornisce un plugin basato su GTK+ per renderizzare i mondi X3D e VRML nei browser.
Le sue librerie possono essere usate per aggiungere il supporto X3D e VRML alle applicazioni.
Il software è sotto licenza GNU GPL.